# Randy Owen
Randy Yeuell Owen (Fort Payne, 13 december 1949) is een Amerikaanse country-singer-songwriter. Hij is vooral bekend vanwege zijn rol als leadzanger van Alabama, een countryrockband die in de jaren 1980 en 1990 enorm veel succes kende. Alabama werd de meest succesvolle band in de countrymuziek en bracht tijdens hun carrière meer dan 20 gouden en platina-platen uit, tientallen #1-singles en meer dan 75 miljoen platen. Owen onderhoudt ook een carrière als soloartiest. Hij bracht eind 2008 zijn solodebuut One on One uit en bracht er twee singles van in de hitlijst. Owen werd in 2019 opgenomen in de Musicians Hall of Fame and Museum.

## Biografie
Randy Yeuell Owen groeide op op een boerderij in de buurt van Fort Payne, Alabama. Hij is van Engels/Indiaanse afkomst. Hij stopte met de middelbare school in de negende klas, maar keerde terug en studeerde af aan Fort Payne High in 1969. Eind jaren 1960 begonnen Owen en zijn neef Teddy Gentry samen muziek te spelen. Ze rekruteerden een andere neef Jeff Cook om een band te formeren, die ze Wildcountry noemden. Hun eerste openbare optreden was tijdens een talentenjacht op de middelbare school, die ze wonnen. Owens muziekcarrière werd op pauze gezet, toen hij een Engelse graad behaalde aan de Jacksonville State University. Hij was ook lid van Pi Kappa Phi, Delta Epsilon Chapter. Na zijn afstuderen verhuisden de drie neven echter naar een appartement in Anniston (Alabama) en tegen 1973 streefden ze een fulltime muziekcarrière na. In 1980 kreeg de band, die nu Alabama heet, een platencontract bij RCA Records en bereikte al snel de country-superstatus. De volgende tweeëntwintig jaar had Alabama een enorme impact op countrymuziek, een jongere groep luisteraars aangetrokken, de overstap naar popradio gemaakt en de weg vrijgemaakt voor bands om succesvol te zijn op countryradio.
Alabama bracht 21 gouden-, platina- en multi-platina albums uit, 42 singles die bovenaan de hitlijsten stonden en heeft in totaal meer dan 75 miljoen platen verkocht. Ze hebben een ster op de Hollywood Walk of Fame en werden in 1989 door de Academy of Country Music «Artist of the Decade» genoemd en in 1999 door de Recording Industry Association of America «Country Group of the Century». In mei 2002 kondigde de band hun pensionering aan tijdens de uitzending van de Academy of Country Music Awards. De rest van 2002 en 2003 traden ze door het hele land op tijdens hun American Farewell Tour. In 2005 werd de band opgenomen in de Country Music Hall of Fame. Owen woont op zijn eigen veeboerderij buiten Fort Payne. Momenteel is hij een algemeen lid van de Board of Trustees van Jacksonville State University. In 2007 was hij jurylid in seizoen 5 van de country-talentenjacht Nashville Star.
Owen nam de presentatie over van Country Gold, het klassieke country verzoekprogramma op zaterdagavond op Westwood One, dat begon op 21 juli 2012. De show werd opnieuw geformatteerd bij aankomst van Owen en schakelde over naar een vooraf opgenomen formaat (de voorganger van de show, Country Gold Saturday Night, was oorspronkelijk live. Verzoeken werden, net als bij Owens directe voorganger, afgehandeld door een antwoordapparaat) vanuit het huis van Owen, afdrijvend naar een meer open traditionele country-indeling (een die meer nummers uit de jaren 1990 en zelfs enkele nummers uit de jaren 2000, samen met country-popmelodieën die vaker worden geassocieerd met het klassieke hitformaat, terwijl ze afstand nemen van de kernnummers van het klassieke countryformaat) en de show verkorten van vijf uur naar vier. (Uit protest tegen de formatwijziging lanceerde de vorige Country Gold-presentator Rowdy Yates zijn versie van de show een jaar later opnieuw als The Original Country Gold via Compass Media Networks). Owen beëindigde zijn rol als gastheer op 2 april 2016 met Terri Clark, die hem het volgende weekend verving.

## Liefdadigheidswerk
Van 1982 tot 1997 organiseerden Owen en de andere leden van Alabama een jaarlijkse Alabama June Jam in Fort Payne, Alabama. De opbrengsten van deze evenementen werden op een geblokkeerde rekening gestort, die subsidies geeft aan goede doelen en schoolorganisaties. Ter ere van hun goede werken heeft de band de Bob Hope Humanitarian Award, de Humanitarian Award van Country Radio Broadcasters en de Minnie Pearl Humanitarian Award ontvangen. Alabama ontving ook de B.M.I. President's Trophy for Public Service, die slechts vier keer is uitgereikt (en nooit eerder aan een groep). Owen en zijn medebandleden waren ook de inaugurele ontvangers van de Spirit of Alabama-medaille, uitgereikt door gouverneur Bob Riley.

## Discografie

### Singles
- 2008:	Braid My Hair
- 2008: Like I Never Broke Her Heart
- 2009:	Holding Everything (met Megan Mullins)

### Albums
- 2008: One on One (Broken Bow Records)

- Bibsys: 6033763
- Bibliothèque nationale de France: cb155881059 (data)
- Gemeinsame Normdatei: 137357141
- International Standard Name Identifier: 0000 0001 1492 8668
- Library of Congress Control Number: n2005037054
- MusicBrainz: c8eea65c-8fc3-4302-a89b-ded5bb81893d
- Nationale Bibliotheek van Tsjechië: xx0118900
- Nederlandse Thesaurus van Auteursnamen: 070602352
- Virtual International Authority File: 65877355
- WorldCat: E39PBJpYtYC44Bv6McbVtDkv73